# Calliotropis stanyi
Calliotropis stanyi là một loài ốc biển, là động vật thân mềm chân bụng sống ở biển thuộc họ Calliotropidae.

## Miêu tả
Loài này có kích thước giữa 3.6 mm and 5.4 mm

## Phân bố
Nó sống ở the seas along Philippines.